# Vienna D.C. Timberwolves
Vienna Danube City Timberwolves ist ein österreichischer Basketballverein aus Wien. Die Herrenmannschaft trat von 2018 bis 2024 in der Bundesliga (beziehungsweise Superliga) an. Die Damenmannschaft tritt ebenfalls in der höchsten Spielklasse der Basketball Damen Superliga an.

## Geschichte
Der Verein wurde am 21. Juni 1972 unter dem Namen WAT Donaustadt durch eine Abspaltung der Basketballsektion des WAT Stadlau gegründet. Der neue Verein bot neben Basketball auch Kinderturnen und Gymnastik an, erster Obmann nach der Gründung wurde Ferdinand Stadelmayer, der später Ehrenpräsident wurde. Zwischenzeitlich bestand auch eine Tennissparte, die in den 1980er Jahren aufgebaut wurde, nach einigen Jahren jedoch wieder geschlossen wurde.
Unter der Leitung von Werner Racz (bis April 2006 Präsident) sowie Walter Aigner (ab April 2006 Präsident), wurde die Nachwuchsarbeit bereits seit Mitte der 1990er stark gefördert. Im Juni 2009 übernahm Wolfgang Horak das Präsidentenamt von Aigner. Unter seiner Leitung wurde die Forcierung der Jugendarbeit fortgeführt. In der Saison 2009/10 errang die Herrenmannschaft der Wiener den Meistertitel in der 2. Bundesliga, Trainer der Erfolgstruppe war Robert Langer. Der Verein entwickelte sich bundesweit zu einem der führenden in Sachen Nachwuchsarbeit.
Im Mai 2012 vereinbarte man eine Zusammenarbeit mit der Basketballabteilung des deutschen Großklubs FC Bayern München, im August 2012 kam es gemeinsam mit FK Austria Wien, Vienna Vikings und Volleyball NÖ Sokol Post zur Gründung der sportartübergreifenden Ersten Wiener Ballsport Akademie (EWBA). Im September desselben Jahres wurde die Halle „Wolves Dome“ in der Bernoullistraße eröffnet.
2013 verließ Nachwuchsspieler Jakob Pöltl den Verein in Richtung des Bundesligisten Arkadia Traiskirchen, ehe er ein Jahr später in die Vereinigten Staaten wechselte, wo er an der University of Utah für Furore sorgen sollte. Im Juni 2016 wurde Pöltl als erster Österreicher beim NBA-Draft ausgewählt (an neunter Stelle von den Toronto Raptors).
2015 wurde zum zweiten Mal der Meistertitel in der 2. Bundesliga gewonnen, Trainer war Hubert Schmidt. Im Sommer 2016 wurden drei hauptamtliche Trainer eingestellt, was als „Meilenstein in der Vereinsgeschichte“ beschrieben wurde. Im Spieljahr 2017/18 wurde der Gewinn der Meisterschaft wiederholt. Wiederum zeichnete Schmidt für die Führung zum Titel verantwortlich. Im Sommer 2018 zog sich mit Präsident Wolfgang Horak eine der prägenden Vereinsfiguren des vorangegangenen Jahrzehnts aus dem operativen Geschäft zurück. Im Juni 2018 wurde den Timberwolves unter Auflagen die Lizenz für die Bundesliga erteilt, somit konnte der sportlich erreichte Aufstieg vollzogen werden.
Im Vorfeld der Spielzeit 2019/20 wurde der Mannschaft die Lizenz für die höchste Liga des Landes zunächst erstinstanzlich nicht erteilt, erhielt diese im Verlauf des Sommers 2019 trotz finanzieller Einschränkungen aber letztlich doch ausgestellt. Am 31. März 2022 wurde der Spielbetrieb der Herrenmannschaft in die neugegründete Wolves Basketball Event GmbH ausgelagert. Aldin Saracevic wurde Geschäftsführer der GmbH. 2022 verpassten die Wiener den sportlichen Klassenerhalt in der höchsten Spielklasse, nutzten aber die Möglichkeit, mittels einer Sonderregelung aufgrund der Folgen der COVID-19-Pandemie in der Liga zu bleiben. In der Jugend gelang in der Saison 2021/22 mit dem Gewinn des Titels in der U19 die erste Staatsmeisterschaft der Vereinsgeschichte im weiblichen Nachwuchs.
Im Sommer 2023 gab Hubert Schmidt das Traineramt bei der Herrenmannschaft ab, Nachfolger wurde der bisherige Assistenztrainer Justin Schlünken. Aldin Saracevic wechselte im Januar 2024 nach 20-jähriger Vereinstätigkeit (Spieler, Trainer, Funktionär) als Generalsekretär zum Österreichischen Basketballverband. Sein Nachfolger als Manager der D.C. Timberwolves wurde Bernhard Oliva. Im Mai 2024 beschloss der Verein, seine Herrenmannschaft aus wirtschaftlichen Beweggründen aus der höchsten österreichischen Liga zurückzuziehen und fortan in der zweiten Liga zu spielen.

## Bekannte ehemalige Spieler
- Luka Ašćerić
- Erol Ersek[27]
- Marvin Ogunsipe
- Jakob Pöltl
- Renato Poljak[28]
- Omer Suljanovic[29]
- Jakob Szkutta